# Communauté de communes de l’Aire Cantilienne
Die Communauté de communes de l’Aire Cantilienne ist ein französischer Gemeindeverband mit der Rechtsform einer Communauté de communes im Département Oise in der Region Hauts-de-France. Sie wurde am 26. Dezember 1994 gegründet und umfasst elf Gemeinden. Der Verwaltungssitz befindet sich im Ort Chantilly.

## Mitgliedsgemeinden
| Gemeinde                                     | Einwohner 1. Januar 2022 | Fläche km² | Dichte Einw./km² | Code INSEE | Postleitzahl |
| -------------------------------------------- | ------------------------ | ---------- | ---------------- | ---------- | ------------ |
| Apremont                                     | 638                      | 13,62      | 47               | 60022      | 60300        |
| Avilly-Saint-Léonard                         | 866                      | 11,96      | 72               | 60033      | 60300        |
| Chantilly                                    | 10.740                   | 16,19      | 663              | 60141      | 60500        |
| Coye-la-Forêt                                | 3.868                    | 6,96       | 556              | 60172      | 60580        |
| Gouvieux                                     | 8.934                    | 23,25      | 384              | 60282      | 60270        |
| La Chapelle-en-Serval                        | 3.109                    | 10,81      | 288              | 60142      | 60520        |
| Lamorlaye                                    | 9.097                    | 15,34      | 593              | 60346      | 60260        |
| Mortefontaine                                | 859                      | 15,29      | 56               | 60432      | 60128        |
| Orry-la-Ville                                | 3.519                    | 12,10      | 291              | 60482      | 60560        |
| Plailly                                      | 1.791                    | 16,25      | 110              | 60494      | 60128        |
| Vineuil-Saint-Firmin                         | 1.399                    | 7,78       | 180              | 60695      | 60500        |
| Communauté de communes de l’Aire Cantilienne | 44.820                   | 149,55     | 300              | –          | –            |